# Olle Sildre
Olle Sildre (* 7. Januar 1973 in Tallinn, Estnische SSR) ist ein ehemaliger estnischer Eishockeyspieler und heutiger -Trainer, der für diverse Vereine in Estland und Finnland spielte, aber auch zwei Jahre beim HK Spartak Moskau in der höchsten russischen Spielklasse unter Vertrag stand. Seit 2011 ist er als Trainer beim HC Panter Tallinn beschäftigt.

## Karriere

### National
Olle Sildre begann seine Karriere bereits zu Sowjetzeiten beim TVMK Tallinn in seiner Geburtsstadt. In der Spielzeit 1990/91 spielte er für den LNSK Narva erstmals in der Meistriliiga. In den Folgejahren spielte er für verschiedene Vereine in Estland und Finnland, wobei er dort überwiegend unterklassig aktiv war. Von 1995 bis 1997 spielte er für den HK Spartak Moskau in der höchsten russischen Spielklasse. 2004 wurde er mit dem HC Panter Tallinn, für den er von 2001 bis 2006 erstmals spielte, estnischer Meister. Ein Erfolg, den er 2008 mit Tartu Kalev-Välk wiederholen konnte. Nachdem er seine Profikarriere nach seiner zweiten Station bei den Panthern (2011–2013) beendet hatte, half er 2014/15 noch einmal für einige Spiele beim unterklassigen HC Magic Wings aus.

### International
Mit der estnischen Nationalmannschaft spielte Sildre zunächst bei der C2-Weltmeisterschaft 1994, der C-Weltmeisterschaft 1997 und den B-Weltmeisterschaften 1999 und 2000. Nach der Umstellung auf das heutige Divisionensystem nahm er an den Weltmeisterschaften 2008 in der Division I sowie den Titelkämpfen der Division II 2002, 2009 und 2010 teil. Zudem vertrat er seine Farben bei der Qualifikation für die Olympischen Winterspiele in Vancouver 2010.

## Trainerlaufbahn
Nachdem Sildre bereits 2009/10 Spielertrainer bei Tartu Kalev-Välk gewesen war, übernahm er nach seiner Rückkehr nach Tallinn dieselbe Position bei den dortigen Panthern. Auch nach seinem Rückzug vom aktiven Sport ist er weiter für den HC Panter tätig. Seit 2014 ist er Cheftrainer des Klubs in der Meistriliiga, nachdem er im Jahr zuvor General-Manager war.
Bei den U20-Weltmeisterschaften 2008, 2012, 2013 und 2016 war jeweils Assistenztrainer der estnischen Juniorenauswahl in der Division II. Als das Team bei der U20-Weltmeisterschaft 2009 in der Division I spielte, fungierte er als dessen Chefcoach.

## Erfolge und Auszeichnungen
- 1994 Aufstieg in die C1-Gruppe bei der C2-Weltmeisterschaft
- 1997 Aufstieg in die B-Gruppe bei der C-Weltmeisterschaft
- 2002 Aufstieg in die Division I bei der Weltmeisterschaft der Division II, Gruppe A
- 2004 Estnischer Meister mit dem HC Panter Tallinn
- 2008 Estnischer Meister mit Tartu Kalev-Välk
- 2008 Aufstieg in die Division I bei der U20-Weltmeisterschaft der Division II, Gruppe B (als Co-Trainer)
- 2010 Aufstieg in die Division I, Gruppe B, bei der Weltmeisterschaft der Division II, Gruppe B
- 2013 Aufstieg in die Division II, Gruppe A, bei der U20-Weltmeisterschaft der Division II, Gruppe B (als Co-Trainer)